# اس‌اس لئاندر (۱۹۲۵)
اس‌اس لئاندر (۱۹۲۵) (به انگلیسی: SS Leander (1925)) یک کشتی بود که طول آن ۲۲۴ فوت (۶۸ متر) بود. این کشتی در سال ۱۹۲۵ ساخته شد.